# Paulo Skromov
Paulo de Mattos Skromov (Piracicaba, agosto de 1946) é um sindicalista e ativista político brasileiro. Participante do movimento sindical desde a década de 1960, foi presidente do Sindicato dos Coureiros do Estado de São Paulo e um dos articuladores da criação do Partido dos Trabalhadores.
Filho de um operário cristão ortodoxo de nacionalidade lituana, mas de etnia russa, e de uma professora brasileira, aproximou-se do trotskismo a partir de 1968 por intermédio de estudantes da USP.
Organizou em dezembro de 1978 o Movimento pelo PT e os esboços da Carta de Princípios do PT em maio de 1979. Presidiu a plenária de fundação do Partido dos Trabalhadores no Colégio Sion, em 10 de fevereiro de 1980 e integrou a direção nacional e do Estado de São Paulo do Partido dos Trabalhadores e da Central Única dos Trabalhadores.